# Phaeosphaeria glyceriae-plicatae
Phaeosphaeria glyceriae-plicatae är en svampart som först beskrevs av Savul. & Sandu, och fick sitt nu gällande namn av Shoemaker & C.E. Babc. 1989. Phaeosphaeria glyceriae-plicatae ingår i släktet Phaeosphaeria och familjen Phaeosphaeriaceae.   Inga underarter finns listade i Catalogue of Life.